# Schweizerisches Sozialmuseum

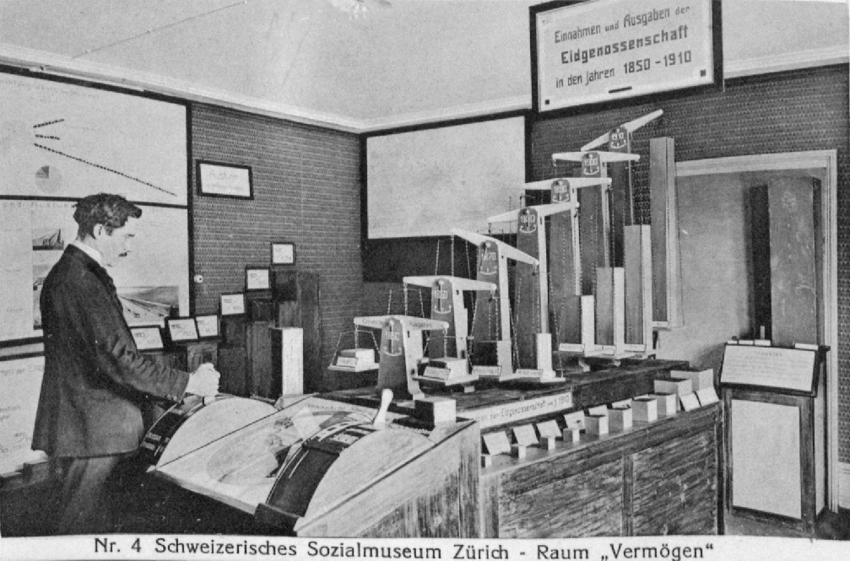
Der Raum «Vermögen» mit einer Darstellung der Schweizerischen Staatseinnahmen und -Ausgaben von 1850 bis 1910.

Das 1916 gegründete Schweizerische Sozialmuseum in Zürich präsentierte eine Sammlung zur Schweizer Wirtschafts- und Bevölkerungsgeschichte sowie Sonderausstellungen über Gewerkschaften und Genossenschaften.
Der Initiator des Museums war Stadtrat Paul Pflüger. Das von Gründung an kaum beachtete Museum und hatte sein Domizil zunächst im Helmhaus am Limmatquai und wurde am 17. März 1928 an einem neuen Standort, dem Beckenhof, eröffnet. Das Museum war dem statistischen Amt der Stadt Zürich unterstellt.
Schautafeln erklärten Statistiken zur Erdbevölkerung, andere schilderten die berufliche Zusammensetzung der einheimischen Bevölkerung, die Fruchtbarkeit, die Tuberkulose-Situation, die Steuereinnahmen verschiedener Städte und die Ersetzung von Arbeitskräften durch Maschinen.
Das Museum wurde zeitweise von Carl Brüschweiler geleitet.